# Дорофєєв Володимир Миколайович
Дорофєєв Володимир Миколайович — кандидат технічних наук (1970), професор (1991); ректор Донбаського гірничо-металургійного інституту (1989–2005), професор кафедри «Металургія чорних металів».
Народився 15.10.1941 (місто Алчевськ, Луган. обл.); батько Микола Павлович (1908–1998); мати Дарія Федорівна (1910–2000); дружина Галина Олександрівна (1941) — лікар, пенс.; дочка Тетяна (1967) — доцент Донбаського гірничо-металургійного інституту; дочка Світлана (1973) — інженер-електрик ДНВФ «Сігма».
Освіта: Комунарський гірничо-металургійний інститут, металургійний факультет (1958–1963), «Металургія чорних металів», інженер-металург; аспірантура Дніпропетровського металургійного інституту (1966–1969); кандидатська дисертація «Дослідження рідиннорухомості доменних шлаків».
Народний депутат України 12(1) скликання з 03.1990 (2-й тур) до 04.1994, Комунарський виборчий округ № 56, Луганська область. Член Комісії з питань народної освіти та науки. Група «За радянську суверенну Україну».
- 1963 — горновий доменного цеху, Алчевський металургійний комбінат.
- 1963–1965 — служба в армії.
- 1965–1966 — підручний газівник доменного цеху, Алчевський металургійний комбінат.
- З 1969 — асистент, доцент, завідувач кафедри, декан металургійного факультету, проректор з наукової роботи, ректор Донбаського гірничо-металургійного інституту.

Академік Академії гірничих наук України (1995), Міжнародної академії наук екології та безпеки життєдіяльності (1998).
Заслужений працівник освіти України (1994). Орден «За заслуги» III ступеня (2002).
Автор (співавтор) понад 100 наукових праць.
Володіє англійською мовою.
Захоплення: наука, книги.